# Câu lạc bộ bóng chuyền Than Quảng Ninh
Câu lạc bộ bóng chuyền Than Quảng Ninh (gọi tắt Quảng Ninh) là một câu lạc bộ bóng chuyền Nữ chuyên nghiệp có trụ sở ở Quảng Ninh, Việt Nam. Đây là đội bóng thi đấu tại Giải vô địch bóng chuyền quốc gia Việt Nam ở các mùa giải:  2004-2009, 2011-2013, 2016-2024. Than Quảng Ninh tham gia 18/21 mùa Giải vô địch bóng chuyền quốc gia Việt Nam tính từ năm 2004 với thành tích á quân năm 2005 nhưng đến tận năm 2021 đội mới lần thứ 2 lọt vào Top 4 của giải này. Tuy nhiên, tại giải VĐQG năm 2024, Than Quảng Ninh xếp hạng 8 chung cuộc và là 1 trong 2 đội phải xuống hạng.

## Thành tích
Tại Giải vô địch bóng chuyền quốc gia Việt Nam:
- Vô địch các mùa giải: chưa có
- Á quân các mùa giải: 2005
- Hạng ba các mùa giải: 2021

Tại Giải bóng chuyền cúp Hoa Lư:
- Vô địch các mùa giải: chưa có
- Á quân các mùa giải: chưa có
- Hạng ba các mùa giải: 2021.[4]

Tại Giải bóng chuyền cúp Hùng Vương:
- Vô địch các mùa giải: chưa có
- Á quân các mùa giải: chưa có
- Hạng ba các mùa giải: chưa có

## Đội hình thi đấu

### Đội hình hiện tại
Cập nhật danh sách tháng 10 năm 2024.
- Huấn luyện viên:  Narachata Taweewitchakariya
- HLV phó, Trợ lý:  Tanaphon Thongpradab,  Lê Thị Hiền, Nguyễn Quang Tùng

| No. | Player              | Position   | Height (m) | Weight (kg) | Birth date |
| --- | ------------------- | ---------- | ---------- | ----------- | ---------- |
| 4   | Triệu Thanh Huyền   | Phụ công   | 178        | 67          | 1991       |
| 5   | Đào Thị Nhung       | Phụ công   | 178        | 60          | 1991       |
| 6   | Lê Thị Minh Nhâm    | Chuyền hai | 170        | 68          | 1989       |
| 7   | Lã Mỹ Hoa           | Libero     | 174        | 60          | 2005       |
| 10  | Yeliz Başa          | Đối chuyền | 190        | 75          | 1987       |
| 11  | Nguyễn Thị Xuân     | Chủ công   | 180        | 75          | 1986       |
| 12  | Vũ Thị Hoa          | Phụ công   | 178        | 65          | 1991       |
| 14  | Vi Thị Như Quỳnh    | Chủ công   | 175        | 70          | 2002       |
| 15  | Nguyễn Lý Thụy Vi   | Chủ công   | 175        | 70          | 2002       |
| 16  | Lê Thị Hồng         | Đối chuyền | 175        | 67          | 1996       |
| 17  | Gullapa Piampongsan | Chuyền hai | 176        | 62          | 1991       |
| 18  | Lê Thị Yến          | Libero     | 165        | 55          | 1997       |
| 20  | Nguyễn Thị Thiên Lý | Chủ công   | 168        | 56          | 2005       |

### Đội hình quá khứ
- Năm 2022:[6] Huấn luyện viên:  Nguyễn Tuấn Kiệt, HLV phó, Trợ lý: Lê Thị Huyền, Nguyễn Quang Tùng. Các vận động viên: Phạm Hải Yến, Nguyễn Thị Thanh Mai, Đoàn Thị Xuân, Lê Thị Mỹ Xuyên, Hồ Thị Thu Trang, Trần Hoàng Kim, Tôn Thị Mỹ Như, Vi Thị Như Quỳnh, Lê Thị Yến, J.P.G Maria, Hoàng Ngọc Mai Khanh, Nguyễn Thị Kim Liên, Lê Thị Hồng, Vi Thị Yến Như.
- Tháng 12 năm 2020: Huấn luyện viên:  Thái Thanh Tùng, HLV phó, Trợ lý: Lê Thị Huyền, Nguyễn Quang Tùng, vận động viên: Phạm Thị Hải Yến (Đội trưởng), Đào Thị Hồng Hạnh , Bùi Thị Huệ, Vũ Thị Tuyết Mai, Triệu Thanh Huyền, Đinh Thị Trà Giang, Hồ Thị Thu Trang, Lê Thị Hồng, Lê Thị Minh Nhân, Nguyễn Lý Thụy Vi, Lê Thị Yến, Trần Thị Thu Phương, Trần Thị Liên, Nguyễn Huyền Trang
- Tháng 12/2021: Huấn luyện viên: Nguyễn Tuấn Kiệt, Lê Thị Hiền, Nguyễn Quang Tùng; vận động viên: Phạm Hải Yến, Đào Thị Hồng Hạnh, Triệu Thanh Huyền, Đoàn Thị Xuân, Lưu Thị Huệ, Hồ Thị Thu Trang, Nguyễn Thu Hà, Nguyễn Huyền Trang, Nguyễn Lý Thụy Vy, Vi Thị Như Quỳnh, Lê Thị Yến, Nguyễn Phương Huyền Anh, Hoàng Ngọc Mai Khánh, Nguyễn Thị Hồng Minh.[7]